# Bruno Cremer
Bruno Cremer (Saint-Mandé, Val-de-Marne, 6 de outubro de 1929 - Paris, 7 de agosto de 2010) foi um ator francês. 

## Biografia
Nascido perto de Paris , filho de uma mãe belga e de um pai francês (que obteve a nacionalidade belga quando a França não o aceitou como soldado durante a Primeira Guerra Mundial, Bruno Cremer começou a se interessar pelo teatro desde a adolescência. Optou pela nacionalidade francesa aos 18 anos.  
Ao término dos estudos secundários, entrou no Conservatório nacional superior de arte dramática, seguindo as aulas durante 10 anos.
Iniciou sua carreira no palco em 1953, no ‘’teatro de l'Œuvre’’, em o Robinson de Jules Supervielle. Em seguida, e após dez anos nos palcos desempenhando papéis em peças de Shakespeare, Oscar Wilde e Jean Anouilh, seu papel na La 317e Section abre-lhe as portas para uma carreira no cinema. 
Em 2000, escreveu um livro autobiográfico intitulado Un certain jeune homme.
Era conhecido por sua atuação no papel do Comissário Maigret, nos filmes da série homônima, exibida pela televisão francesa. Bruno Cremer estreou no papel em 1991. No mesmo período o actor também participou na série italiana da RAI "La piovra" no papel de Antonio Espinosa, sendo um dos vários actores franceses a participarem nesta série. O ator sofria de câncer e, depois de mais de 50 episódios da série, sua voz passou a ser dublada. Em 2006, Cremer decidiu encerrar sua carreira.
Teve tres filhos: um de um primeiro casamento(o autor “Stéphane Cremer”) e dois filhos de Chantal, sua mulher desde dezembro de 1984.
Seu agente, France Degand, anunciou pela Agence France-Presse (AFP), a morte do ator de um câncer da língua num hospital parisiense.

## Filmografia

### Cinema
- 1952 :’’Les Dents longues, de Daniel Gélin : L'homme qui sort de la boîte
- 1957 : Quand la femme s'en mêle, de Yves Allégret : desempenhou o papel de Bernard
- 1960 : Mourir d'amour, de ‘’José Bénazéraf’’ e Dany Fog : O inspetor Terens
- 1963 : Le Tout pour le tout, de ‘’Patrice Dally’’ : O médico
- 1965 : La 317e Secion, de Pierre Schoendoerffer : O ajudante Willsdorf
- 1965 : La Fabuleuse Aventure de Marco Polo, de ‘’Denys de La Patellière’’ e ‘’Noël Howard’’ : Guillaume de Tripoli
- 1966 : Objectif 500 millions, de Pierre Schoendoerffer : o capitão Jean Reichau
- 1966 : Paris brûle-t-il ?, de René Clément : o Coronel Henri Rol-Tanguy
- 1967 : Si j'étais un espion, de Bertrand Blier : Matras
- 1967 : Un homme de trop, de Costa-Gavras : Cazal
- 1967 : L'Étranger (Lo Straniero), de Luchino Visconti : O padre
- 1968 : Les Gauloises bleues, de Michel Cournot : O pai
- 1968 : Bye bye, Barbara, de Michel Deville : Hugo Michelli
- 1968 : Le Tueur aime les bonbons (Un Killer per sua maestà), de ‘’Federico Chentrens’’ e ‘’Maurice Cloche’’ : Oscar Snell
- 1968 : Le Viol, de ‘’Jacques Doniol-Valcroze’’ : Walter
- 1969 : La Bande à Bonnot, de ‘’Philippe Fourastié’’ : Jules Bonnot
- 1970 : Cran d'arrêt, de Yves Boisset : Lucas Lamberti
- 1970 : Pour un sourire, de ‘’François Dupont-Midi’’ : Michaël
- 1970 : Le Temps de mourir, de ‘’André Farwagi’’ : Max Topfer
- 1971 : Biribi, de ‘’Daniel Moosmann’’ : O vapitão
- 1972 : L'Amante dell'orsa maggiore, de Valentino Orsini
- 1972 : L'Attentat]], de Yves Boisset : Mestre Bourdier
- 1973 : Sans sommation, de ‘’Bruno Gantillon’’ : Donetti
- 1974 : Le Protecteur, de Roger Hanin : Beaudrier
- 1974 : Les Suspects, de ‘’Michel Wyn’’ : Comissário Bonetti
- 1975 : a Chair de l'orchidée, de Patrice Chéreau : Louis Delage
- 1975 : Section spéciale, de Costa-Gavras : desempenhou o papel de Lucien Sampaix
- 1976 : Le Bon et les méchants, de Claude Lelouch : Bruno
- 1976 : L'Alpagueur, de Philippe Labro : L'Epervier
- 1977 : Sorcerer, de ‘’William Friedkin’’ : Victor Manzon/Serrano
- 1978 : L'Ordre et la sécurité du monde, de ‘’Claude d'Anna’’ : Lucas Richter
- 1978 : Une histoire simple, de Claude Sautet : Georges
- 1979 : On efface tout, de ‘’Pascal Vidal’’ : Claude Raisman
- 1979 : Cet homme-là, de ‘’Gérard Poitou-Weber’’ : Joseph Pélieu
- 1979 : Orient-Express]], de ‘’Marcel Moussy’’ (novela para televisão) (segmento Hélène) : Mikhaïl
- 1980 : La Légion saute sur Kolwezi, de Raoul Coutard : Pierre Delbart
- 1980 : Même les mômes ont du vague à l'âme, de Jean-Louis Daniel : Morton
- 1980 : Anthracite , de ‘’Édouard Niermans’’ : Le préfet des études
- 1980 : Une page d'amour, de Élie Chouraqui (TV) : O doutor Henri Deberle
- 1980 : La Traque, de ‘’Philippe Lefebvre,(TV) : O comissário Chenu
- c. 1980 : Une robe noire pour un tueur, de José Giovanni : Alain Rivière
- 1981 : La Puce et le privé, de ‘’Roger Kay’’ : Valentin "Val" Brosse
- 1981 : Aimée, de «’’Joël Farges’’ e ‘’Peter James’’ : Carl Freyer
- 1982 : Ce fut un bel été, de ‘’Jean Chapot’’, (TV) : O'Connor-Schellendorf
- 1982 : Espion, lève-toi, de Yves Boisset : Richard
- 1982 : Josepha, de Christopher Frank : Régis Duchemin
- 1982 : Un fait d'hiver, de ‘’Jean Chapot, (TV) : O comizssário Miller
- 1983 : Le Marquis de Sade, de Patrick Antoine’’ (video) : Marquês de Sade
- 1983 : Le Prix du danger, de Yves Boisset : Antoine Chirex
- 1983 : Effraction, de ‘’Daniel Duval’’ : Pierre
- 1983 : Un jeu brutal, de ‘’Jean-Claude Brisseau’’ : Christian Tessier
- 1984 : Le Livre de Marie, de ‘’Anne-Marie Miéville’’ (curta-metragem) : O Padre
- 1984 : À coups de crosse (Fanny Pelopaja), de Vicente Aranda : Andrés
- 1984 : Le Matelot 512, de René Allio : O Comandante Roger
- 1985 : Derborence, de ‘’Francis Reusser’’ : Séraphin
- 1985 : Le Regard dans le miroir, de ‘’Jean Chapot’’ ( TV novela) : Eric Chevallier
- 1985 : Le Transfuge, de ‘’Philippe Lefebvre’’ : Bernard Corain
- 1985 : L'Énigme blanche, de Peter Kassovitz (TV) : Paul
- 1986 : Tenue de soirée, de Bertrand Blier : O amante
- 1987 : Falsch, de ‘’Jean-Pierre Dardenne’’ e Luc Dardenne : Joe
- 1987 : Opération Ypsilon (TV), de Peter Kassovitz : Germain
- 1987 : L'Île , de ‘’François Leterrier’’ (TV novela)
- 1988 : Médecins des hommes, de Laurent Heynemann (série TV) (capítulo Biafra: la naissance) : Marc
- 1988 : Lettera dal Salvador, de ‘’Florestano Vancini’’ (TV) : Marc
- 1988 : Adieu je t'aime, de ‘’Claude Bernard-Aubert’’ : Michel Dupré
- 1988 : De bruit et de fureur, de ‘’Jean-Claude Brisseau’’ : Marcel
- 1989 : Tango Bar, de ‘’Philippe Setbon’’ (TV) : Robert Ziani
- 1989 : La Piovra 4, de ‘’Luigi Perelli’’ (TV novela): Antonio Espinosa
- 1989 : L'Été de la révolution, de ‘’Lazare Iglesis’’ (TV) : Louis XVI
- 1989 : Ceux de la soif, de ‘’Laurent Heynemann’’(TV) : Franck Sarnave
- 1989 : L'Union sacrée, de Alexandre Arcady : Joulin
- 1989 : Boda Branca, de ‘’Jean-Claude Brisseau’’ : François Hainaut
- 1990 : Mort à Palerme (La Piovra 5 - Il cuore del problema), de ‘’Luigi Perelli’’ (TV novela): Antonio Espinosa
- 1990 : Le Diable en ville, de Christian de Chalonge (TV) : Jacques Pincemaille
- 1990 : Tumultes , de ‘’Bertrand Van Effenterre’’ : O pai
- 1990 : Coma dépassé, de ‘’Roger Pigaut’’ (TV) : Yves Toledano
- c. 1990 : Money , de ‘’Steven Hilliard Stern’’ : Marc Lavater
- 1991 : Atto di dolore, de ‘’Pasquale Squitieri’’ : Armando
- 1992 : La Piovra 6 - L' ultimo segreto, de Luigi Perelli’’ (TV novela): Antonio Espinosa
- 1992 : Un vampire au paradis, de ‘’Abdelkrim Bahloul’’ : Antoine Belfond
- 1993 : Taxi de nuit, de ‘’Serge Leroy’’ : Silver, o taxi
- 2000 : Sous le sable, de François Ozon : Jean Drillon
- 2001 : Mon père, il m'a sauvé la vie, de José Giovanni : Joe
- 2003 : Là-haut, un roi au-dessus des nuages, de Pierre Schoendoerffer : Le colonel

### Série «Comissário Jules Maigret» (de Georges Simenon)

#### Filmografia
TV novelas, 54 episódios (numerosos realizadores sucessivos)
- 1991 : Maigret et la grande perche, de Claude Goretta
- 1992 : Maigret chez les Flamands, de Serge Leroy
- 1992 : Maigret et la maison du juge, de Bertrand Van Effenterre
- 1992 : Maigret et les plaisirs de la nuit, de José Pinheiro
- 1992 : Maigret et la nuit du carrefour, de ‘’Alain Tasma’’ e Bertrand Van Effenterre
- 1993 : Maigret se défend, de ‘’Andrzej Kostenko’’
- 1993 : Maigret et l'homme du banc, de '’Étienne Périer’’, realizador : Étienne Périer
- 1993 : Maigret et les témoins récalcitrants, de Michel Sibra
- 1993 : Maigret et les caves du Majestic, de Claude Goretta
- 1994 : La Patience de Maigret, de Andrzej Kostenko
- 1994 : Maigret et le corps sans tête, de Serge Lero
- 1994 : Maigret et le fantôme, de ‘’Hannu Kahakorpi’’
- 1994 : Maigret et l'écluse n°1, de Olivier Schatzky
- 1994 : Maigret : Cécile est morte, de Denys de La Patellière
- 1994 : Maigret se trompe, de Joyce Buñuel
- 1994 : Maigret et la vieille dame, de David Delrieux
- 1995 : Maigret et la vente à la bougie, de Pierre Granier-Deferre
- 1995 : Filme :‘’Les Vacances de Maigret, de Pierre Joassin
- 1995 : Maigret et l'affaire Saint-Fiacre, de Denys de La Patellière

## Teatro
- 1952 : Robinson de Jules Supervielle, direção  : Jean Le Poulain, ‘’teatro de l'Œuvre’’
- 1955 : Un mari idéal deOscar Wilde, direção : Jean-Marie Serreau, ‘’teatro de l'Œuvre’’
- 1956 : Chatterton de Alfred de Vigny, direção : Michel Bouquet, ‘’teatro de l'Œuvre’’
- 1956 : Pauvre Bitos ou le Dîner de têtes, de Jean Anouilh, direção : Jean Anouilh e Roland Piétri, ‘’teatro Montparnasse’’
- 1957 : Péricles, prince de Tyr de William Shakespeare, encenação : ‘’René Dupuy’’, ‘’teatro de l'Ambigu’’
- 1958 : La Maison des cœurs brisés de George Bernard Shaw, encenação ‘’Ariane Borg’’ e Michel Bouquet, ‘’teatro de l'Œuvre’’
- 1958 : L'Étrangère dans l'île de ‘’Georges Soria’’, encenação ‘’Jean Négroni’’, ‘’Studio des Champs-Elysées’’
- 1959 : Becket ou l'Honneur de Dieu de Jean Anouilh, encenação : ‘’Jean Anouilh’’ e ‘’Roland Piétri’’, ‘’théâtre Montparnasse’’
- 1971 : Alpha beta de ‘’E. A. Whitehead’’, encenação : ‘’Marcel Moussy’’, ‘’teatro Antoine’’
- c. 1980 : Bent de ‘’Martin Sherman’’, encenação : ‘’Peter Chatel’’, ‘’teatro de Paris’’
- 1990-1991 : Love Letters de ‘’Albert Ramsdell Gurney’’,encenação ‘’Lars Schmidt’’, com Anouk Aimée
- 1997 : Après la répétition de Ingmar Bergman, encenação :’’Louis-Do de Lencquesaing’’, ‘’teatro da Renaissance’’

## Recompensas
- 1990 : ‘’Bayard d’Or’’ do melhor ator em Tumultes , de ‘’Bertrand Van Effenterre’’, no ‘’festival do filme frncófono de Namur
- 2001 : Prêmio do melhor ator no filme Mon père, il m'a sauvé la vie, de José Giovanni no ‘’festival du filme de ação e aventura de Valenciennes

## Autobiografia
- Un certain jeune homme, Paris, Éd. de Fallois, 2000, 286 páginas, ISBN 8-77-06391-7.